# Moritz Treuenfels
Moritz Treuenfels (* 1847 in Breslau; † 10. Februar 1881 in Rom) war ein deutscher Genremaler.

## Leben
Treuenfels war jüdischer Abstammung. Um 1878 heiratete er die Pianistin Anna Rilke, starb jedoch bereits drei Jahre später in Rom, wohin das Paar 1876 übergesiedelt war.

## Werke (Auswahl)
- Beim Trödler
- Vor dem Posthause
- Im Atelier
- Der Bettelmönch
- Carnevale di Roma
- En passant
- Harte Prüfung
- Auf Recognoscirung
- Der Amateur
- Am Weihwasser (Italienerin) Aquarell